# Cecilia Kock Danielsson
Cecilia Kock Danielsson, född 1941 i Stockholm, är en svensk konstnär och silversmed.
Kock Danielsson utbildade sig privat för Christer Jonsson, Staffan Nilsson, Torbjörn Testad och Olle Olsson. Hon har medverkat i samlingsutställningar i Värmland, Dalarna och Stockholm bland annat på  Värmlands museum 2000.
Hennes konst består av måleri, träsnitt, textil, silversmide och design. 